# Інтернаціональний сільський округ (Тимірязєвський район)
Інтернаціона́льний сільський округ (каз. Интернационал ауылдық округі, рос. Интернациональный сельский округ) — адміністративна одиниця у складі Тимірязєвського району Північноказахстанської області Казахстану. Адміністративний центр та єдиний населений пункт — село Дружба.
Населення — 266 осіб (2021; 372 у 2009, 894 у 1999, 941 у 1989).
Станом на 1989 рік існувала Інтернаціональна сільська рада (село Дружба).